# Waco Standard Cabin series
Waco Standard Cabin series là một chuỗi các máy bay hai tầng cánh có 4-5 chỗ ngồi, do hãng Waco Aircraft Company của Hoa Kỳ chế tạo từ năm 1931.

## Quốc gia sử dụng

### Quân sự

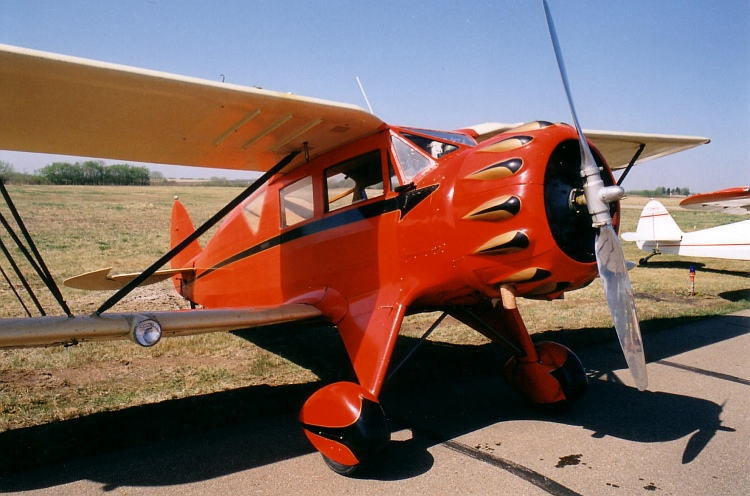
Waco UIC

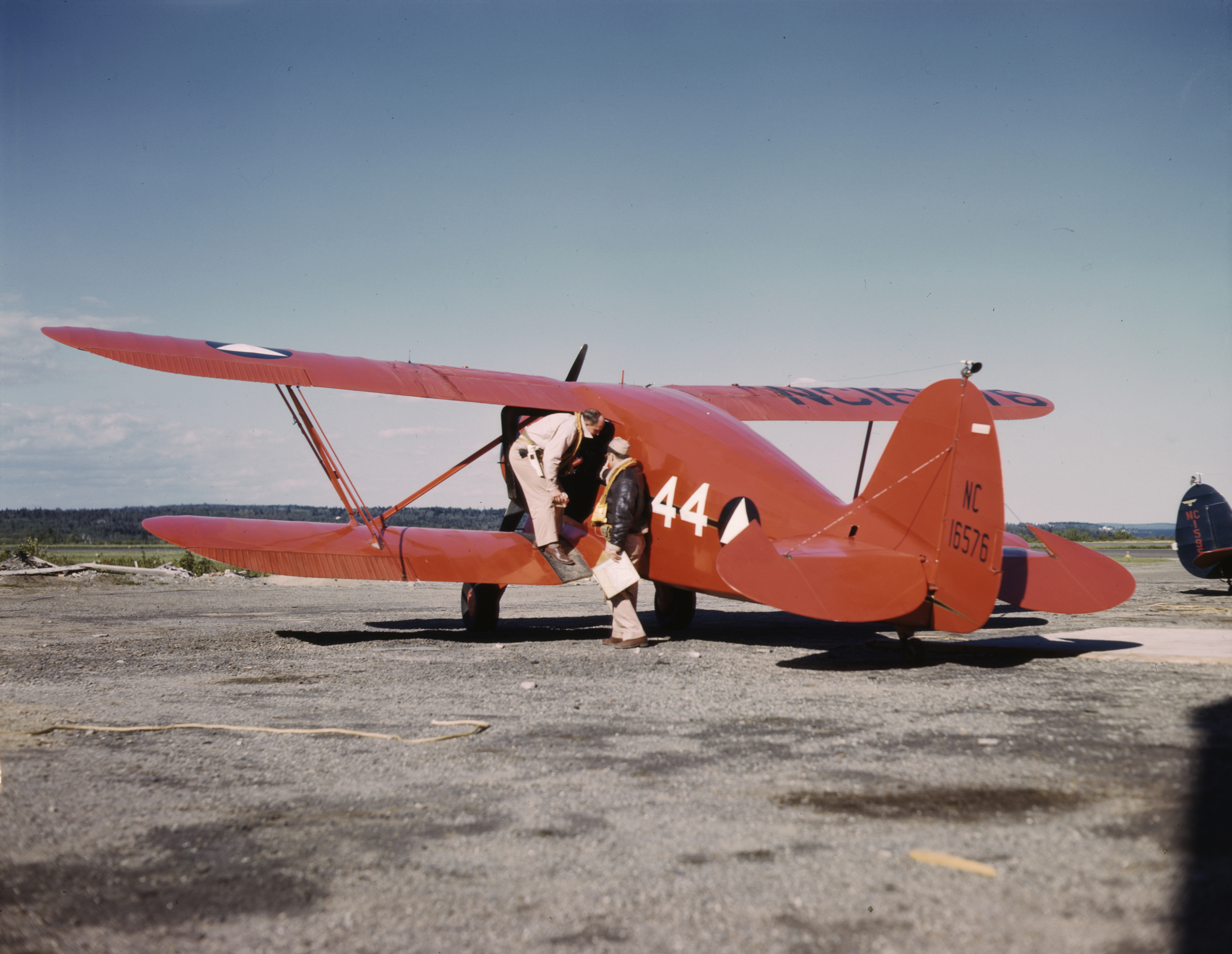
Waco YKS-6 tại Bar Harbour, Maine

Argentina
- Không quân Argentina

 Úc
- Không quân Hoàng gia Australia

 Brasil
- Không quân Brazil

 Canada
- Không quân Hoàng gia Canada

 El Salvador
- Không quân El Salvador

 Phần Lan
- Không quân Phần Lan

 México
- Không quân Mexico

 Hà Lan
- Không quân Hoàng gia Hà Lan

 New Zealand
- Không quân Hoàng gia New Zealand

 Na Uy
- Không quân Hoàng gia Na Uy

 Nam Phi
- Không quân Nam Phi

 Thụy Điển
- Không quân Thụy Điển

 Anh Quốc
- Không quân Hoàng gia

 Hoa Kỳ
- Không quân Lục quân Hoa Kỳ
- Hải quân Hoa Kỳ
- Tuần tra Hàng không Dân sự

## Tính năng kỹ chiến thuật
Referenced from Juptner, U.S. Civil Aircraft, 1962, 1974, 1977 and 1980 (dates refer to specific volumes, not editions)
| Date             | Type   | Power          | Engine              | Length OA     | Span (upper)   | Span (lower) | Speed (maximum)   | Weight (empty)     | Weight (max gross) | Load (maximum)   | Price (new) | Price (adjusted) |
| ---------------- | ------ | -------------- | ------------------- | ------------- | -------------- | ------------ | ----------------- | ------------------ | ------------------ | ---------------- | ----------- | ---------------- |
| Th4 năm 1931     | QDC    | 165 hp(123 kW) | Continental A-70-2  | 23'2"(7.06m)  | 33'3"(10.13m)  | 28'2"(8.59m) | 116 mph(187 km/h) | 1,530 lb(694 kg)   | 2,507 lb(1,137 kg) | 977 lb(443 kg)   | $5,985      | $115.169         |
| Th3 năm 1932     | UEC    | 210 hp(157 kW) | Continental R-670   | 24'8"(7,52m)  | 33'3"(10.13m)  | 28'2"(8.59m) | 133 mph(214 km/h) | 1,670 lb(758 kg)   | 2,700 lb(1,225 kg) | 1,030 lb(470 kg) | $5,985      | $128.371         |
| Th3 năm 1932     | OEC    | 210 hp(157 kW) | Kinner C-5-210      | 24'9"(7,54m)  | 33'3"(10.13m)  | 28'2"(8.59m) | 133 mph(214 km/h) | 1,667 lb(756 kg)   | 2,700 lb(1,225 kg) | 1,033 lb(469 kg) | $5,985      | $128.371         |
| Th4 năm 1932     | BEC    | 165 hp(123 kW) | Wright R-540        | 24'10"(7,57m) | 33'3"(10.13m)  | 28'2"(8.59m) | 120 mph(193 km/h) | 1,650 lb(748 kg)   | 2,650 lb(1,202 kg) | 1,000 lb(450 kg) | unknown     | unknown          |
| Th3 năm 1933     | UIC    | 210 hp(157 kW) | Continental R-670   | 25'2"(7.67m)  | 33'3"(10.13m)  | 28'3"(8.61m) | 140 mph(225 km/h) | 1,690 lb(767 kg)   | 2,800 lb(1,270 kg) | 1,110 lb(500 kg) | $5,985      | $135.301         |
| Th3 năm 1933     | UIC    | 210 hp(157 kW) | Continental R-670   | 28'11"(8.81m) | 33'3"(10.13m)  | 28'3"(8.61m) | 126 mph(203 km/h) | 2,079 lb(943 kg)   | 3,250 lb(1,474 kg) | 1,171 lb(531 kg) | unknown     | unknown          |
| Th3 năm 1934     | UKC    | 210 hp(157 kW) | Continental R-670-A | 25'3"(7,70m)  | 33'3"(10.13m)  | 28'3"(8.61m) | 143 mph(230 km/h) | 1,745 lb(792 kg)   | 2,850 lb(1,293 kg) | 1,105 lb(501 kg) | $6,285      | $137.488         |
| Th3 năm 1934     | UKC    | 210 hp(157 kW) | Continental R-670-A | 28'10"(8.79m) | 33'3"(10.13m)  | 28'3"(8.61m) | 126 mph(203 km/h) | 2,131 lb(967 kg)   | 3,250 lb(1,474 kg) | 1,119 lb(508 kg) | unknown     | unknown          |
| Th4 năm 1934     | YKC    | 225 hp(168 kW) | Jacobs L-4          | 25'4"(7,72m)  | 33'3"(10.13m)  | 28'3"(8.61m) | 149 mph(240 km/h) | 1,800 lb(817 kg)   | 2,850 lb(1,293 kg) | 1,050 lb(480 kg) | $6,450      | $141.098         |
| Th4 năm 1934     | YKC    | 225 hp(168 kW) | Jacobs L-4          | 28'10"(8.79m) | 33'3"(10.13m)  | 28'3"(8.61m) | 130 mph(209 km/h) | 2,186 lb(992 kg)   | 3,250 lb(1,474 kg) | 1,064 lb(483 kg) | unknown     | unknown          |
| tháng 5 năm 1934 | CJC    | 250 hp(186 kW) | Wright R-760-E      | 25'8"(7.82m)  | 34'10"(10.62m) | 28'3"(8.61m) | 152 mph(245 km/h) | 1,976 lb(896 kg)   | 3,200 lb(1,452 kg) | 1,224 lb(555 kg) | $8,365      | $182.990         |
| tháng 5 năm 1934 | CJC    | 250 hp(186 kW) | Wright R-760-E      | 28'10"(8.79m) | 34'10"(10.62m) | 28'3"(8.61m) | 132 mph(212 km/h) | 2,296 lb(1,041 kg) | 3,650 lb(1,656 kg) | 1,354 lb(614 kg) | unknown     | unknown          |
| 1935             | UKC-S  | 210 hp(157 kW) | Continental R-670-A | 25'3"(7,70m)  | 33'3"(10.13m)  | 28'3"(8.61m) | 138 mph(222 km/h) | 1,720 lb(780 kg)   | 3,000 lb(1,361 kg) | 1,280 lb(580 kg) | $5,225      | $111.526         |
| 1935             | YKC-S  | 225 hp(168 kW) | Jacobs L-4          | 25'4"(7,72m)  | 33'3"(10.13m)  | 28'3"(8.61m) | 143 mph(230 km/h) | 1,773 lb(804 kg)   | 3,000 lb(1,361 kg) | 1,227 lb(557 kg) | $5,490      | $117.182         |
| 1935             | CJC-S  | 250 hp(186 kW) | Wright R-760-E      | 25'8"(7.82m)  | 34'10"(10.62m) | 28'3"(8.61m) | 152 mph(245 km/h) | 1,941 lb(880 kg)   | 3,200 lb(1,452 kg) | 1,359 lb(616 kg) | $7,000      | $149.413         |
| 1936             | YKS-6  | 225 hp(168 kW) | Jacobs L-4          | 25'4"(7,72m)  | 33'3"(10.13m)  | 28'3"(8.61m) | 144 mph(232 km/h) | 1,809 lb(821 kg)   | 3,250 lb(1,474 kg) | 1,441 lb(654 kg) | $4,995      | $105.338         |
| Th2 năm 1937     | YKS-7  | 225 hp(168 kW) | Jacobs L-4M/MB      | 25'3"(7,70m)  | 33'3"(10.13m)  | 28'3"(8.61m) | 146 mph(235 km/h) | 1,882 lb(854 kg)   | 3,250 lb(1,474 kg) | 1,368 lb(621 kg) | $5,695      | $115.930         |
| Th2 năm 1937     | ZKS-7  | 285 hp(213 kW) | Jacobs L-5          | 25'3"(7,70m)  | 33'3"(10.13m)  | 28'3"(8.61m) | 153 mph(246 km/h) | 1,928 lb(875 kg)   | 3,250 lb(1,474 kg) | 1,322 lb(600 kg) | $6,135      | $124.887         |
| Th6 năm 1937     | UKS-7  | 225 hp(168 kW) | Continental W-670K  | 25'3"(7,70m)  | 33'3"(10.13m)  | 28'3"(8.61m) | 147 mph(237 km/h) | 1,907 lb(865 kg)   | 3,250 lb(1,474 kg) | 1,343 lb(609 kg) | $5,890      | $119.900         |
| Th6 năm 1937     | VKS-7  | 240 hp(179 kW) | Continental W-670M  | 25'3"(7,70m)  | 33'3"(10.13m)  | 28'3"(8.61m) | 149 mph(240 km/h) | 1,917 lb(870 kg)   | 3,250 lb(1,474 kg) | 1,333 lb(605 kg) | $5,890      | $119.900         |
| 1938             | VKS-7  | 240 hp(179 kW) | Continental W-670M  | 25'3"(7,70m)  | 33'3"(10.13m)  | 28'3"(8.61m) | 145 mph(233 km/h) | 1,960 lb(889 kg)   | 3,250 lb(1,474 kg) | 1,290 lb(585 kg) | $7,770      | $158.170         |
| Th6 năm 1937     | VKS-7F | 240 hp(179 kW) | Continental W-670M  | 25'3"(7,70m)  | 33'3"(10.13m)  | 28'3"(8.61m) | 145 mph(233 km/h) | 2,256 lb(1,023 kg) | 3,250 lb(1,474 kg) | 994 lb(451 kg)   | $12,500     | $254.456         |

#### Sách
- Balmer, Joseph; Davis, Ken (1996). Mrs. WACO – The Early Days of the WACO Aircraft Company as told by one who lived it! Hattie Meyers Weaver Junkin. unk.: Little Otter Productions. ISBN 978-1888282047.
- Balmer, Joseph; Davis, Ken (1992). There Goes a WACO. Troy, Ohio: Little Otter Productions. ISBN 978-0925436085.
- Brandley, Raymond H. (1979). Ask Any Pilot - The authentic history of Waco airplanes and the biographies of the founders, Clayton J. Brukner and Elwood J. "Sam" Junkin. R. H. Brandly. ISBN 978-0960273409.
- Brandly, Raymond H. (1986 (2nd Edition)). Waco Aircraft Production 1923-1942. Troy, Ohio: Waco Aircraft Co. ISBN 978-0-ngày 94 tháng 5 năm 2734. {{Chú thích sách}}: Kiểm tra giá trị |isbn=: ký tự không hợp lệ (trợ giúp); Kiểm tra giá trị ngày tháng trong: |year= (trợ giúp)Quản lý CS1: năm (liên kết)
- Brandley, Raymond H. (1981). Waco Airplanes - The Versatile Cabin Series. unk.: R.H. Brandly. ISBN 0-ngày 95 tháng 2 năm 2734. {{Chú thích sách}}: Kiểm tra giá trị |isbn=: ký tự không hợp lệ (trợ giúp)
- Green, William (1965). The Aircraft of the World. Macdonald & Co. (Publishers) Ltd. ISBN none. {{Chú thích sách}}: Kiểm tra giá trị |isbn=: ký tự không hợp lệ (trợ giúp)
- Jenner, Robin; List, David; Badrocke, Mike (1999). The Long Range Desert Group 1940–1945. Oxford, UK: Osprey Publishing. ISBN 1-85532-958-1.
- Juptner, Joseph P. (1962). U.S. Civil Aircraft (ATC 1 - 100). Quyển 1. Los Angeles, California: Aero Publishers, Inc. LCCN 62-15967.
- Juptner, Joseph P. (1962). U.S. Civil Aircraft (ATC 401 - 500). Quyển 5. Aero Publishers, Inc. tr. 37–40, 195–198, 208–209, 280–284. ISBN 0-8168-9166-4.
- Juptner, Joseph P. (1974). US Civil Aircraft (ATC 501 - 600). Quyển 6. Aero Publishers, Inc. tr. 92–96, 111–116, 134–137, 243–249, 268–270, 349–357. ISBN 0-8168-9170-2.
- Juptner, Joseph P. (1977). US Civil Aircraft (ATC 601 - 700). Quyển 7. Aero Publishers, Inc. tr. 97–103, 113–114, 139–141, 170–173, 223–228. ISBN 0-8168-9174-5.
- Juptner, Joseph P. (1980). US Civil Aircraft (ATC 701 - 800). Quyển 8. Aero Publishers, Inc. tr. 56–59. ISBN 0-8168-9178-8.
- Kobernuss, Fred O. (1992). Waco – Symbol of Courage and Excellence, Volume 1. Terre Haute, IN: Sunshine House, Inc. ISBN 0-943691-07-9.
- Kobernuss, Fred O. (1999). Waco – Symbol of Courage and Excellence, Volume 2. Destin, FL: Mystic Bay Publishers. ISBN 1-887961-01-1.
- Simpson, Rod (2001). Airlife's World Aircraft. Airlife Publishing Ltd. ISBN 1-84037-115-3.
- Simpson, Rod; Trask, Charles (2000). Waco – Images of Aviation. Tempus Pub Ltd. ISBN 978-0752417677.
- Grey, C.G. (1972). Jane's All the World's Aircraft 1938. London: David & Charles. ISBN 0-7153-5734-4.

#### Websites
- Various (ngày 26 tháng 4 năm 2009). "Aerofiles Waco Page". Aerofiles. Truy cập ngày 7 tháng 6 năm 2009.
- "FAA Registry Search for Waco". Federal Aviation Administration. Bản gốc lưu trữ ngày 17 tháng 2 năm 2012. Truy cập accessed ngày 12 tháng 6 năm 2009. {{Chú thích web}}: Kiểm tra giá trị ngày tháng trong: |access-date= (trợ giúp)
- Joseph F. Baugher (ngày 1 tháng 4 năm 2012). "[[Tập tin:Flag of the United States.svg|23x15px|border |alt=Hoa Kỳ|link=Hoa Kỳ]] [[Hải quân Hoa Kỳ]] and US Marine Corps Aircraft Serial Numbers and Bureau Numbers--1911 to Present". Truy cập ngày 25 tháng 5 năm 2012. {{Chú thích web}}: Tựa đề URL chứa liên kết wiki (trợ giúp)[liên kết hỏng]
- Terry O'Neill (March/April 1964). "The Last Waco". Sport Aviation March 1964 and April 1964. Sport Aviation. Truy cập ngày 7 tháng 6 năm 2009. {{Chú thích web}}: Kiểm tra giá trị ngày tháng trong: |date= (trợ giúp)